# Liste von Persönlichkeiten der Stadt Skien
Die Liste von Persönlichkeiten der Stadt Skien enthält Personen, die im norwegischen Skien geboren wurden sowie solche, die dort zeitweise gelebt und gewirkt haben, jeweils chronologisch aufgelistet nach dem Geburtsjahr. Die Liste erhebt keinen Anspruch auf Vollständigkeit.

## In Skien geboren

### Bis 1800
- Charlotte von Schimmelmann (1757–1816), dänische Salonnière
- Magdalene Sophie Buchholm (1758–1825), norwegische Lyrikerin
- Marichen Altenburg (1799–1869), Mutter des Dichters Henrik Ibsen und Vorbild literarischer Figuren
- August Cappelen (1827–1852), Maler der Düsseldorfer Schule

### 1801 bis 1900
- Johan Christian Tandberg Castberg (1827–1899), Zollbeamter, Zeitungsgründer, Bürgermeister und Parlamentsabgeordneter
- Henrik Ibsen (1828–1906), Schriftsteller und Dramatiker
- Ole Paus (1846–1931), Stahlgroßhändler, Fabrikbesitzer und Bankdirektor
- Fredrik Hjalmar Johansen (1867–1913), Polarforscher
- Hanna Castberg von der Lippe (1872–1926), Schriftstellerin und Frauenrechtlerin
- Carl Størmer (1874–1957), Geophysiker und Mathematiker
- Torgrim Castberg (1874–1928), Musiklehrer und Musikdirektor
- Leif Castberg (1876–1950), Rechtsanwalt und Politiker
- Harold Knutson (1880–1953), US-amerikanischer Politiker
- Sigurd Johannessen (1884–1974), Turner
- Trygve Bøyesen (1886–1963), Turner
- Per Jespersen (1888–1964), Turner
- Erling Jensen (1891–1973), Turner
- Ketil Askildt (1900–1978), Diskuswerfer und Kugelstoßer

### 1901 bis 1950
- Herman Wold (1908–1992), schwedischer Mathematiker und Statistiker
- Knut Wigert (1916–2006), Schauspieler
- Anker Kihle (1917–2000), Fußballspieler
- Olaf Kortner (1920–1998), Lehrer und Politiker
- Randi Kolstad (1925–1999), Schauspielerin
- Fredrik Bull-Hansen (1927–2018), General und Diplomat
- Tor Halvorsen (1930–1987), Gewerkschafter und Politiker
- Einfrid Halvorsen (* 1937), Politikerin
- Tor Åge Bringsværd (1939–2025), Schriftsteller
- Kari Lövaas (1939–2025), Opern- und Konzertsängerin
- Björn Reino Olsen (* 1940), norwegisch-amerikanischer Anatom und Molekularbiologe
- Eldrid Nordbø (* 1942), Politikerin
- Tora Aasland (* 1942), Politikerin, Mitglied des Storting
- Bjørn Tore Godal (* 1945), Politiker, Mitglied des Storting und Diplomat
- Jan Henriksen (1946–2017), Radrennfahrer
- Iver Kleive (* 1949), Organist, Pianist und Komponist

### 1951 bis 1975
- Bjørn Klakegg (* 1958), Jazzgitarrist
- Dag Erik Pedersen (1959–2024), Radrennfahrer und TV-Journalist
- Jan Kvalheim (* 1963), Volleyball- und Beachvolleyballspieler
- Terje Aasland (* 1965), Politiker
- Siri Eftedal (* 1966), Handballspielerin
- Edel Therese Høiseth (* 1966), Eisschnellläuferin
- Terje Riis-Johansen (* 1968), Politiker, Mitglied des Storting
- Bård Tufte Johansen (* 1969), Komiker, Drehbuchautor und Moderator
- Lars Fredriksen (* 1971), Popsänger
- Vegard Høidalen (* 1971), Beachvolleyballspieler
- Jeanette Nilsen (* 1972), Handballspielerin
- Morten Wierod (* 1972), Ingenieur und Manager
- Tommy Svindal Larsen (* 1973), Fußballspieler
- Wetle Holte (* 1973), Jazzmusiker
- Torjus Hansén (* 1973), Fußballspieler
- Frode Johnsen (* 1974), Fußballspieler

### Ab 1976
- Jan Rune Grave (* 1977), Nordischer Kombinierer
- Anders Nordberg (* 1978), Orientierungsläufer
- Gard Nilssen (* 1983), Jazzmusiker (Schlagzeug und Komposition)
- Eskil Pedersen (* 1984), Politiker
- Eyolf Dale (* 1985), Jazzmusiker (Piano, Komposition)
- Ingvild Deila (* 1987), Schauspielerin
- Hedda Hynne (* 1990), Leichtathletin
- Emilie Hegh Arntzen (* 1994), Handballspielerin
- Julie Bergan (* 1994), Sängerin
- Jonas Abrahamsen (* 1995), Radrennfahrer
- Andrea Rønning (* 1995), Handballspielerin
- Rafik Zekhnini (* 1998), Fußballspieler
- Live Rushfeldt Deila (* 2000), Handballspielerin
- Thale Rushfeldt Deila (* 2000), Handballspieler
- Heidi Dyhre Traaserud (* 2003), Skispringerin